# Bơi nghệ thuật tại Đại hội Thể thao châu Á 2006
Bơi nghệ thuật tại Đại hội Thể thao châu Á 2006 được tổ chức tại Trung tâm thể thao dưới nước Hamad, Doha, Qatar từ ngày 8 đến ngày 9 tháng 12 năm 2006. Lần đầu tiên trong giải đấu này, ban tổ chức đã thay thế nội dung solo bằng nội dung thi đấu đồng đội. Trung Quốc giành cả 2 huy chương vàng và đứng đầu bảng tổng sắp, Nhật Bản đứng thứ 2 với 2 huy chương bạc. Triều Tiên và Kazakhstan mỗi nước giành được một huy chương đồng.

## Lịch thi đấu
| T | Technical routine | F | Free routine |

| ND↓/Ngày →  | Thứ 6 8/12 | Thứ 6 8/12 | Thứ 7 9/12 | Thứ 7 9/12 |
| ----------- | ---------- | ---------- | ---------- | ---------- |
| Đôi nữ      | T          | F          |            |            |
| Đồng đội nữ |            |            | T          | F          |

## Danh sách huy chương
| Nội dung           | Vàng | Bạc | Đồng |
| ------------------ | --- | --- | --- |
| Biểu diễn đôi      | Trung Quốc · Jiang Tingting · Jiang Wenwen · Wang Na                                                                            | Nhật Bản · Saho Harada · Ayako Matsumura · Emiko Suzuki | Kazakhstan · Ainur Kerey · Anna Kulkina · Arna Toktagan                                                            |
| Biểu diễn đồng đội | Trung Quốc · Gu Beibei · Jiang Tingting · Jiang Wenwen · Liu Ou · Sun Qiuting · Wang Na · Wu Yiwen · Zhang Xiaohuan · Zhu Zheng | Nhật Bản · Ai Aoki · Reiko Fujimori · Saho Harada · Hiromi Kobayashi · Erika Komura · Takako Konishi · Ayako Matsumura · Emiko Suzuki · Erina Suzuki · Masako Tachibana | CHDCND Triều Tiên · Hwang Kum-song · Kim Ok-gyong · Kim Yong-mi · So Un-byol · Tokgo Pom · Wang Ok-gyong · Yun Hui |

## Bảng tổng sắp huy chương
| Hạng               | Đoàn                    | Vàng | Bạc | Đồng | Tổng số |
| ------------------ | ----------------------- | ---- | --- | ---- | ------- |
| 1                  | Trung Quốc (CHN)        | 2    | 0   | 0    | 2       |
| 2                  | Nhật Bản (JPN)          | 0    | 2   | 0    | 2       |
| 3                  | CHDCND Triều Tiên (PRK) | 0    | 0   | 1    | 1       |
| 3                  | Kazakhstan (KAZ)        | 0    | 0   | 1    | 1       |
| Tổng số (4 đơn vị) | Tổng số (4 đơn vị)      | 2    | 2   | 2    | 6       |

## Quốc gia tham dự
Tổng cộng có 67 vận động viên từ 9 quốc gia tranh tài môn bơi nghệ thuật tại Đại hội Thể thao châu Á 2006:
- Trung Quốc (9)
- Nhật Bản (10)
- Kazakhstan (10)
- Ma Cao (7)
- Malaysia (10)
- CHDCND Triều Tiên (7)
- Hàn Quốc (2)
- Sri Lanka (9)
- Uzbekistan (3)